# Пак, Зиновий Петрович
Зино́вий Петро́вич Пак (род. 29 марта 1939 года) — советский и российский химик, российский государственный деятель и организатор оборонной промышленности, председатель Госкомоборонпрома России (1996), министр оборонной промышленности Российской Федерации (1996—1997), генеральный директор Российского агентства по боеприпасам (1999—2003). Автор более 500 научных трудов и 170 изобретений, является создателем уникальных технологий по использованию редких видов топлива, в том числе для межконтинентальных стратегических ракет РС-12М, Тополь-М, Р-39 (первая серийная твердотопливная ракета подводного базирования), РТ-23, РТ-23 УТТХ «Мо́лодец».

## Биография

### Ранние годы
Родился восьмым ребёнком в семье 29 марта 1939 года в селе Ланы-Соколовские Стрыйского повята Станиславовского воеводства Второй Польской Республики, которое после Польского похода Красной армии осенью 1939 года перешло в состав УССР. В настоящее время — село в Стрыйской городской общине Стрыйского района Львовской области Украины.
Окончил химический факультет Львовского государственного университета в 1961 году, доктор химических наук, профессор.

### Работа в оборонной промышленности
Работал в Федеральном центре двойных технологий «Союз» (город Дзержинский Московской области):
- 1961 — Инженер п/я 14
- 1965 — Старший инженер п/я 14
- 1966 — руководитель группы — зам начальника лаборатории НИХТИ
- 1969 — младший научный сотрудник — руководитель группы
- 1971 — начальник лаборатории
- 1976 — начальник отдела
- 1987 — избран начальником отдела
- 1987 — первый заместитель генерального директора ЛНПО «Союз» по науке — главный инженер НИХТИ
- 1988—1995 — генеральный директор ЛНПО «Союз». Избран на эту должность конференцией трудового коллектива
- 1995—1996 — генеральный директор — генеральный конструктор Федерального центра двойных технологий «Союз»

### Работа в Правительстве России
23 января 1996 года был назначен председателем Государственного комитета Российской Федерации по оборонным отраслям промышленности (Госкомоборонпрома России).
В мае 1996 года стал министром оборонной промышленности Российской Федерации. В марте 1997 года министерство было упразднено, а его функции и подведомственные предприятия были разделены между Министерством экономики Российской Федерации и создаваемым Государственным комитетом по связи и информатизации.
В июле 1996 — мае 1997 года член Совета безопасности Российской Федерации. В июне 1997 года Пак был назначен статс-секретарём — заместителем министра экономики Российской Федерации.
В июне 1999 года был назначен генеральным директором образованного месяцем ранее Российского агентства по боеприпасам. Агентство было создано на базе упразднённого Комитета по конвенциальным проблемам химического и биологического оружия при Президенте Российской Федерации, а в его ведение были переданы более сотни госпредприятий, связанных с производством боеприпасов (с 1997 года эти предприятия находились в ведении Министерства экономики Российской Федерации).

### Программа химического разоружения РФ
Под руководством Пака была разработана новая программа химического разоружения РФ, создана государственная система управления химразоружением, построены первые полномасштабные заводы по уничтожению химического оружия. По предложению Зиновия Пака Президент РФ В. В. Путин передал в Росбоеприпасы все арсеналы с запасами химоружия из Министерства обороны РФ. Также в подчинение Зиновию Паку были переданы крупные воинские формирования для безопасного хранения и уничтожения химического оружия (порядка 10000 человек).
По инициативе Зиновия Пака была создана Государственная комиссия Российской Федерации по химическому разоружению и её председателем назначен Полномочный представитель президента в Приволжском федеральном округе С. В. Кириенко. Основной задачей комиссии было взаимодействие с регионами, в которых осуществлялось строительство заводов.
Паку удалось убедить страны-участницы Конвенции о запрещении химического оружия в способности Российской Федерации выполнить свои обязательства по Конвенции, результатом чего было выделение донорской помощи России, которая составила сотни миллионов долларов США и позволила осуществить запуск химического разоружения в РФ.
В апреле 2003 года Пак был освобожден от должности в связи с выходом на пенсию.

### Общественная деятельность
В качестве директора ЛНПО «Союз» был инициатором и соучредителем Ассоциации «Лига содействия оборонным предприятиям». Позднее долгое время был вице-президентом Лиги.

### Семья
- отец — Петр Пак, погиб в немецком лагере.
- мать — Мария Пак, одна воспитала 6 сыновей.
- супруга — Алла Георгиевна Пак (урожд. Сарычева), 1938 года рождения, выпускница Российского химико-технологический университет имени Д. И. Менделеева, работала в ЛНПО «Союз», специалист в области порохов и взрывчатых веществ.
- брат — Владимир Пак, 1934 года рождения, украинский политик, народный депутат Украины 4-го Созыва, глава Правления Киевского регионального союза потребительской кооперации.
- дочь — Марина Зиновьевна Пак, 1964 года рождения, выпускница юридического факультета Московского государственного университета, кандидат юридических наук (научный руководитель Брагинский, Михаил Исаакович).

### Увлечения
Увлекается пением украинских и русских народных песен, романсов. Будучи молодым сотрудником ЛНПО «Союз» участвовал в агитпоходах и агитбригадах.
С детства увлекается верховой ездой, в молодости активно занимался греко-римской борьбой. Увлекается автоспортом (многократный победитель соревнований по экстремальному вождению в городе Дзержинский), горными и водными лыжами, плаванием, большим теннисом, русским бильярдом и парусным спортом.

## Звания и награды

### Почетные звания
- Действительный государственный советник Российской Федерации 2 класса (1999)
- Лауреат Ленинской премии (1984) — за достижения в области разработки и освоения новых видов специальной техники
- Лауреат Государственной премии СССР (1980)
- Ветеран труда

### Награды
- Орден Почёта (1999) — за большой вклад в развитие отечественного машиностроения, укрепление обороноспособности страны и многолетний добросовестный труд
- Орден «Знак Почёта»
- Почётная грамота Правительства Российской Федерации (1999) — за заслуги перед государством и многолетний добросовестный труд
- Почетная грамота Министерства экономики России (1999) — за добросовестную и плодотворную работу в Минэкономики
- Благодарность Президента Российской Федерации (1996) — за активное участие в организации и проведении выборной кампании Президента Российской Федерации в 1996 году[1]
- Благодарность Правительства Российской Федерации (2003) — за заслуги перед государством, большой личный вклад в укрепление обороноспособности страны и многолетний добросовестный труд
- Отличник изобретательства и рационализации (1986)

### Наградное оружие
- Именной ПСМ от МВД РФ (1996)